# Інструментальний рок
Інструмента́льний рок — жанр рок-музики, у якому переважає гра музичних інструментів, а не спів. Виник у США у 1950-х, був найпопулярнішим у 1950—1960-х роках.

## Найвідоміші представники
- Buckethead
- Джо Сатріані
- Стів Вей
- Лінк Рей
- Ерік Джонсон
- Чак Беррі
- The Surfaris
- Дік Дейл
- The Ventures
- The Shadows
- Джефф Бек
- Пол Ґілберт
- Booker T and the MGs
- The Champs